# 33 Pułk Lotnictwa Bombowego

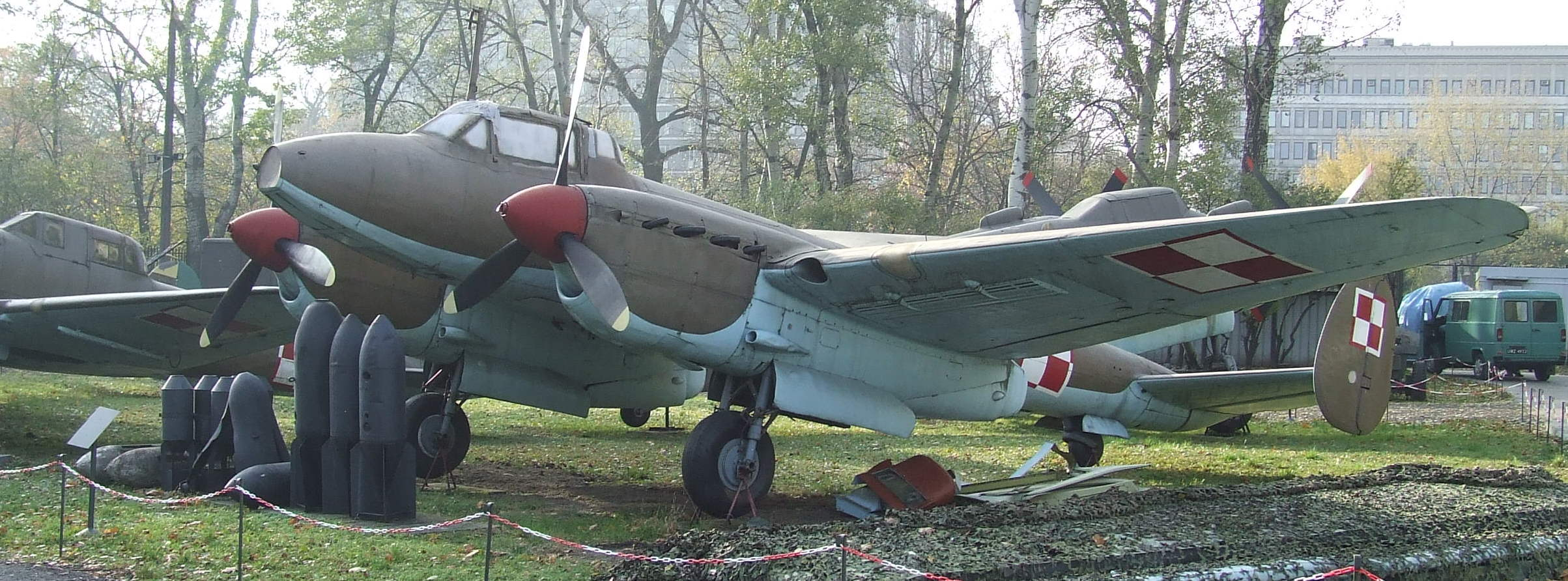
Pe-2

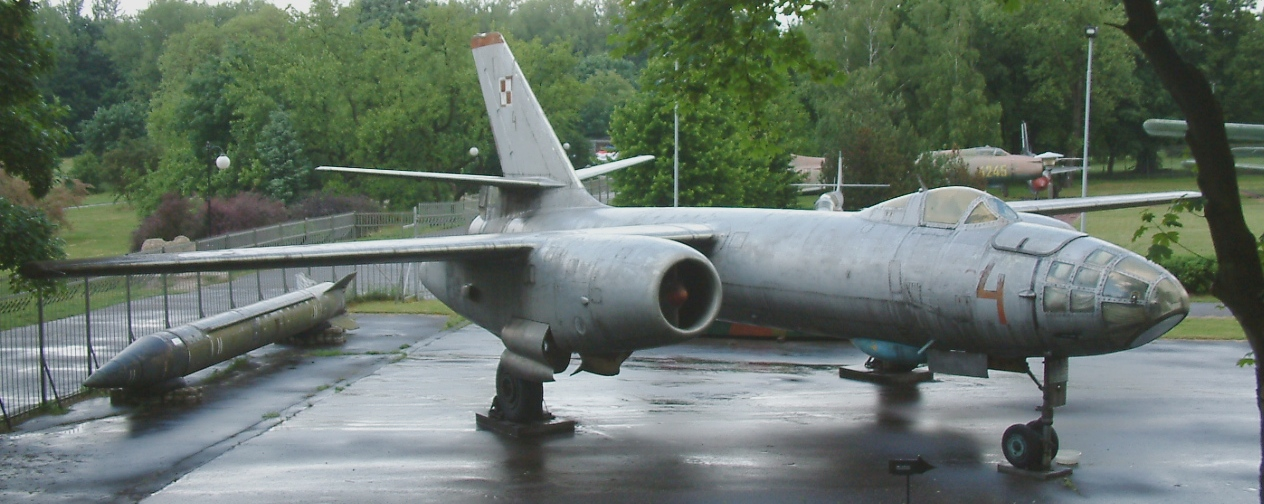
Ił-28

33 Pułk Lotnictwa Bombowego (33 plb) – oddział wojsk lotniczych ludowego Wojska Polskiego.

## Formowanie i zmiany organizacyjne
W ramach dwuletniego planu przyspieszonego rozwoju lotnictwa, w okresie do 1 października 1951 roku, na lotnisku w Malborku, sformowano 33 Pułk Lotnictwa Bombowego.
Etat nr 6/131 przewidywał 260 żołnierzy i 2 pracowników kontraktowych. Pułk miał wchodzić w skład 15 Dywizji Lotnictwa Bombowego.
W roku 1953 pułk został przebazowany na lotnisko w Babicach, a w październiku 1953 roku na lotnisko w Modlinie.
w roku 1963 w skład pułku włączono dwie eskadry rozpoznania operacyjnego wyposażone w samoloty R-28R, a jednostka została przemianowana na 33 Pułk Lotnictwa Rozpoznania Operacyjnego.
W roku 1963 została rozformowana 15 Dywizja Lotnictwa Bombowego, a załogi samolotów Ił-28 włączono w skład 7 Pułku Lotnictwa Bombowego.
Główny Inspektor Lotnictwa, do 30 czerwca 1968 roku, rozformował 33 Pułk Lotnictwa Rozpoznania Operacyjnego.

## Dowódcy pułku
- ppłk pil. Aleksander Połkanow (1951 -1954)
- ppłk pil. Aleksander Kwiatkowski (1954-1956)
- mjr pil. Jerzy Adamiec (1956 -1960)
- ppłk pil. Stanisław Czarny (1961 -1963)
- mjr pil. Jerzy Wójcik (1963)
- ppłk pil. Jerzy Adamiec (1964 -1969)